# 崔家头镇
崔家头镇，是中华人民共和国陕西省宝鸡市千阳县下辖的一个乡镇级行政单位。

## 行政区划
崔家头镇下辖以下地区：
崔家头村、黄里村、段家塬村、王家坳村、赵家塬村、刘家塬村、庄科村和斜道巷村。